# Bell Flight

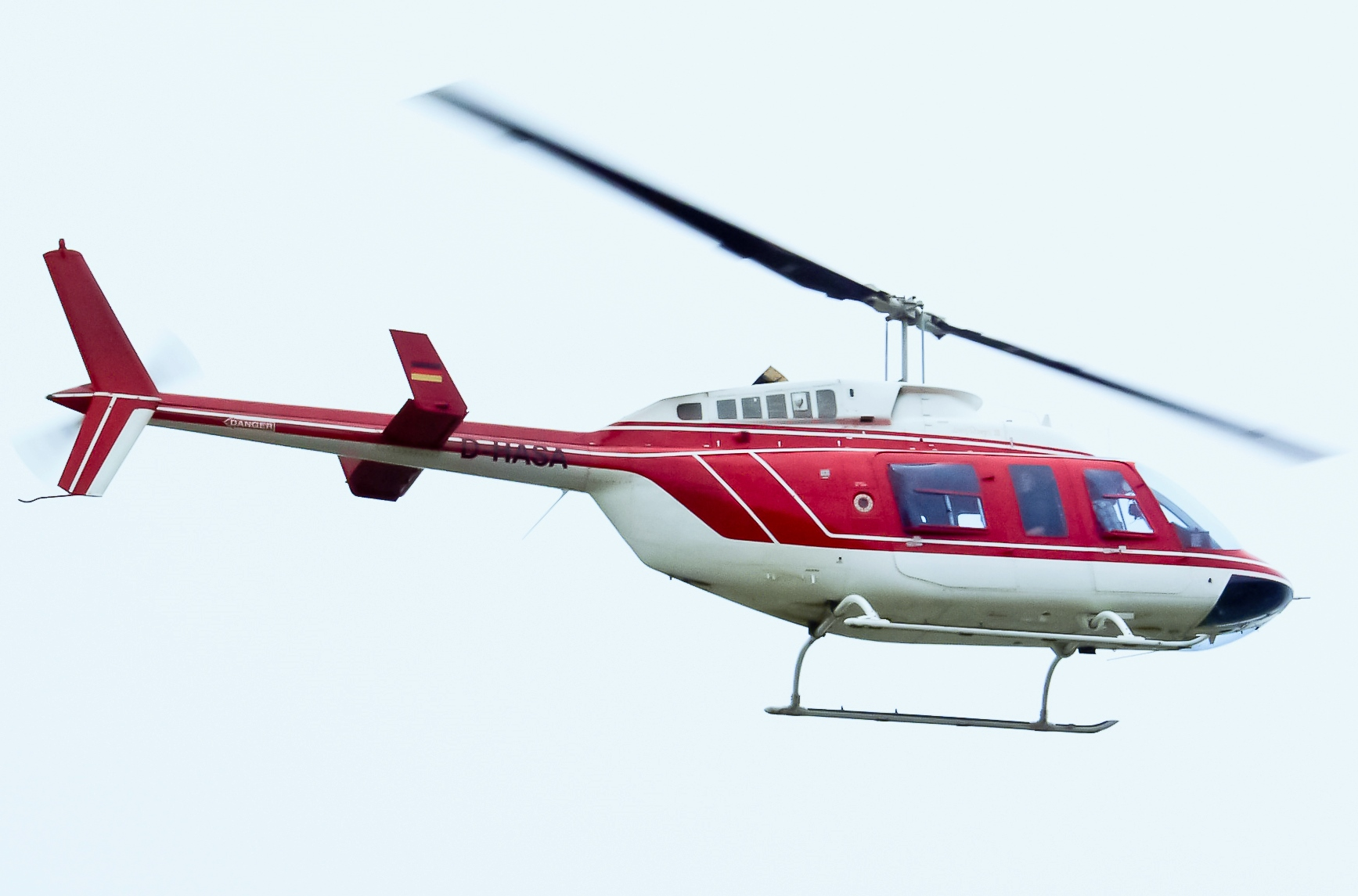
Bell 206 LongRanger

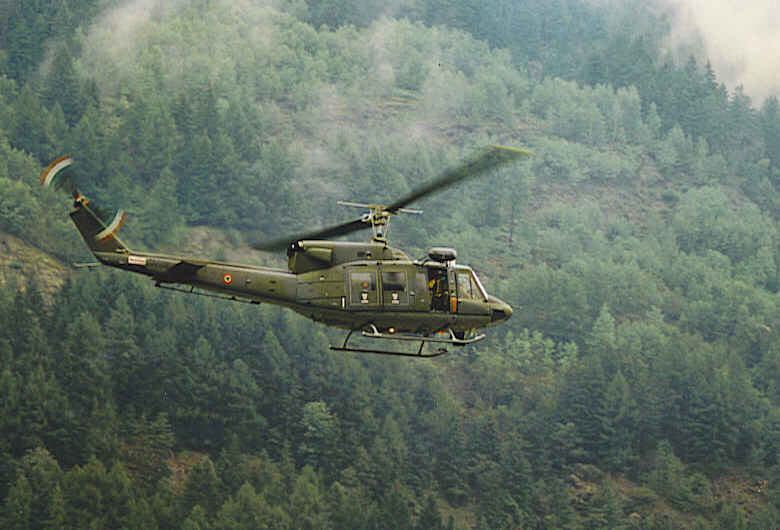
Auf dem Konzept der seit dem Vietnamkrieg bekannten UH-1 Iroquois baut das neuere Muster Bell 212 (siehe Abb.) auf

Bell ist ein US-amerikanischer Luftfahrzeughersteller, der zum Textron-Konzern gehört.

## Geschichte
Die Firma Bell Aircraft Corporation wurde am 10. Juli 1935 von Lawrence Dale Bell in Buffalo im US-Bundesstaat New York gegründet, den Namen Bell Aircraft trug die Firma bis zur Übernahme durch Textron 1960. Die Bell Aircraft Corp. war das erste Unternehmen in den USA, das die Zulassung zum Hubschrauberhersteller erhielt. Seitdem hat die Firma mehr als 35.000 Hubschrauber gefertigt, von denen noch rund 13.000 in Betrieb sind. Neben dem Hauptsitz in Fort Worth  gibt es noch Werke in Amarillo im US-Bundesstaat Texas und seit 1987 Mirabel in Kanada, wo im Januar 2012 der 4000ste dort gefertigte Hubschrauber das Werk verließ. Jährlich werden rund 200 Hubschrauber ausgeliefert. Davon werden 62 % militärisch und 38 % kommerziell genutzt. Damit ist das Unternehmen im militärischen Bereich der größte Hubschrauberproduzent der Welt. Im zivilen Bereich ist Bell Helicopter die Nummer zwei hinter Airbus Helicopters. Am 22. Februar 2018 hat sich die Firma in „Bell“ umbenannt und sich ein neues Logo gegeben.

## Hubschrauber
Das Modell Bell 47 besaß als besonderes Merkmal eine vollverglaste Kanzel, die wegen ihrer Ähnlichkeit mit einem Goldfischglas im englischen Sprachgebrauch als „Goldfish bowl“ bezeichnet wurde.
Bell stellte u. a. die UH-1 Iroquois (genannt „Huey“) her, die bis heute in vielen Armeen als Kampf-, Transport- und SAR-Hubschrauber dient. Er gehört neben der Mil Mi-8 zu den meistgebauten Hubschraubern der Welt. Mit den Komponenten der UH-1 wurde in den 1960er-Jahren der erste echte Kampfhubschrauber, die AH-1 Cobra entwickelt. Sie besaß bereits die heute noch verwendete Tandemanordnung von Pilot und Bordschützen, wobei der Bordschütze vorn sitzt.
Im zivilen Sektor ist vor allem die Bell 206 „JetRanger“ zu einem gewohnten Hubschrauber geworden, die Bell 222 (üblicherweise Bell „Triple Two“ genannt) fungierte als „Super-Helikopter“ in der Fernsehserie „Airwolf“.
Auf der Heli Expo 2012 wurde die Bell 525 „Relentless“ vorgestellt; diese Type soll der größte zivile Hubschrauber von Bell Helicopter sein. Der Hubschrauber steht in direkter Konkurrenz zur AgustaWestland AW189 und zur Eurocopter EC 175.

## Kipprotorflugzeuge
Zusammen mit Boeing wird das zur militärischen Nutzung vorgesehene Bell-Boeing V-22 Kipprotorflugzeug produziert, in einem Joint-Venture mit Agusta das zur zivilen Nutzung vorgesehene BA609 Kipprotorflugzeug entwickelt.
Seit 2013 arbeitet Bell an der Bell V-280, einem Kipprotorflugzeug der dritten Generation. Zusammen mit dem amerikanischen Rüstungs- und Technologiekonzern Lockheed Martin Corporation entwickeln sie die V-280 für das United States Army Future Vertical Lift (FVL) Programm. Vorgestellt wurde die V-280 Valor 2013 auf der Army Aviation Association of America (AAAA) Ausstellung in Fort Worth, Texas. Der Erstflug ist für 2017 geplant. Im Januar 2019 wurde die Bell Nexus, ein senkrechtstartendes Kipprotor-Wandelflugzeug in Form eines vollmaßstäblichen Vorführmodells der Öffentlichkeit vorgestellt.